# الجدل في أم الحجول
الجدل في أم الحجول هو أحد حالات قتل الأشقاء التي ارتكبت خلال معركة أم المعارك/حرب الخليج الثانية بعد أن رمت القوات الأمريكية طلقات على رجالها بالخطأ حاولت تغطية ما حدث. بنيت قصة فيلم الشجاعة تحت النار على أساس هذا الحادث بالذات.

## الحادث
في الساعات التي سبقت فجر 27 شباط/فبراير 1991 انهارت ناقلة جنود مدرعة تابعة للفرقة المدرعة الأولى بالقرب من مطار أم الجليبة العراقي في جنوب محافظة ذي قار، جنوب العراق. وجد جنود الاستخبارات الخمسة من المركبة وهم مهندسون من الجيش الأمريكي أنفسهم بأنهم تقطعت بهم السبل في الصحراء عندما اقتربت دبابات من طراز إم1 أبرامز ووحدات برادلي القتالية من فوج الفرسان المدرع الثالث من الشمال. حاول المتخصص كريغ ووكر الإشارة إلى القوى التي كانت تقترب من خلال تبديل جهاز الرؤية الليلية من الداخل والخارج. قيل لقوات الفرسان المدرعة أن المطار العراقي يدافع عنه 500 جندي عراقي ويتوقعون منهم مقاومة شديدة. أطلق قائد القوات طلقات تحذيرية في الهواء بعد أن طلب الإذن بذلك من قائد سربه. رأى بعضُ جنود سلاح الفرسان النارَ تطلق عليهم ولكن من المشكوك فيه أن إطلاق النار جاء من المهندسين. فتحت مركبات قوات الفرسان النار بكثافة على المهندسين مما أدى إلى إصابة سيارتهم. نتج عن إطلاق النار بكثافة هدم ناقلة المدرعة للجنود المهندسين. وتطور الوضع لمدة سبع دقائق تقريبا حيث دعا قائد القوات إلى وقف إطلاق النار بعد أن طلب جنديان كان يعتقد بأنهما من قوات العدو قد طلبا الاستلام. وصل قائد السرب بعد ذلك إلى مكان الحادث في مركبة برادلي القتالية وفتح النار عليهما معتقدا أن أحد المهندسين (الذي يعتقد أنه من العراقيين) يحاول الهرب. عندما انتهى إطلاق النار أصيب مهندس واحد وقتل آخر وهو العريف لانس فيلدر من تينيسي نتيجة إطلاق النار من رشاش محوري.

## التغطية
بعد وقت قصير من وقوع الحادث قُدّمت تقارير كاذبة تفيد بأن فرقة الفرسان الثالثة استولت على 50 سجيناً عراقياً في الهجوم. فمنحت ثلاثة نجوم برونزية على أساس بيانات وتمثيلات مضللة. قائد الفرقة كان صهر جنرال شهير في حرب فيتنام بينما شقيق زوجته ضابط كبير. لم يواجه عواقب وخضع للترقية إلى رتبة عقيد. أعطي كل من قائد سلاح الفرسان والملازم المسؤول عن المهندسين في المطار تقييمات نهاية الخدمة وأجبروا على الخروج من الجيش. كان هذا مثيراً للسخرية ولا سيما أن الملازم كان غير مجرم تماما. تجوهلت العديد من التناقضات التي كشف عنها في ثلاثة تحقيقات للجيش وتعرض العديد من الجنود والضباط الأقل رتبة للتهديد أو الإكراه على الصمت.

## التحقيق
بدأ السناتور الأمريكي فريد تومبسون من ولاية تينيسي تحقيقاً في الكونغرس في هذا الحادث الذي قتل فيه العريف لانس فيلدر من ناشفيل بولاية تينيسي. أدى التحقيق إلى التقاعد القسري لقائد سرب الوحدة الذي أطلق طلقات نارية على فيلدر وغيره وتخفيضه من رتبة إلى أخرى فضلا عن إلغاء الميداليات.